# Саміт ООН з питань клімату 2019
Саміт ООН з питань клімату 2019 відбувся з 21 по 23 вересня 2019 року в Нью-Йорку. Ведучий саміту — Антоніу Гутерреш, генеральний секретар ООН.
Основна увага приділятимется партнерству між націями, компаніями, містами та громадянським суспільством. Мета саміту — реалізувати Паризькі угоди та надати імпульс політиці сталого розвитку.

## Супутні заходи
Напередодні проведення саміту по всьому світу пройшли масові кліматичні страйки з вимогою вжити заходів щодо подолання кліматичних змін.

## Молодіжний саміт
Початком триденного заходу стане Молодіжний саміт, де виступатимуть спікери молодого покоління та представлятимуть свої вимоги.

## Спікери
Одним із спікерів на саміті буде Ґрета Тунберґ, шведська кліматична активістка, яка прибуде на вітрильній яхті Malizia II в якої нульовий рівень викидів.

## Результати
Результати саміту були значними, хоча вважається, що їх було недостатньо для того, щоб обмежити зростання глобальної температури менш ніж на 1,5 градуси, як це необхідно для подолання кліматичної кризи. Китай не збільшив свої зобов'язання за Паризькою угодою, Індія не зобов'язалася скоротити використання вугілля, а США навіть не виступили на конференції. Проте, важливі зобов'язання були прийняті в багатьох сферах, і організатори заявили про це: «Ініціативи Саміту були покликані забезпечити, щоб вжиті заходи були справедливими для всіх, підтримували робочі місця та чисте повітря для кращого здоров'я, захищали найбільш вразливі верстви населення, а також нові ініціативи щодо адаптації, сільського господарства та систем раннього попередження, які захистять додатково 500 мільйонів людей від наслідків зміни клімату».
У мережі на сторінці «Анонси» були розміщені пресрелізи про результати саміту. Також була публікація у вересні 2019 року в розділі «Матеріали для преси». Інформація також зберігається на порталі кліматичних дій ООН «NAZCA».